# Португальцы в Люксембурге
Португальские люксембуржцы — граждане Люксембурга, родившиеся в Португалии или предками которых являются португальцы. В настоящее время в Люксембурге проживает 84 621 гражданин португальской национальности. Они составляют 16,41 % населения Люксембурга, являясь одной из самых крупных этнических групп в стране.

## История

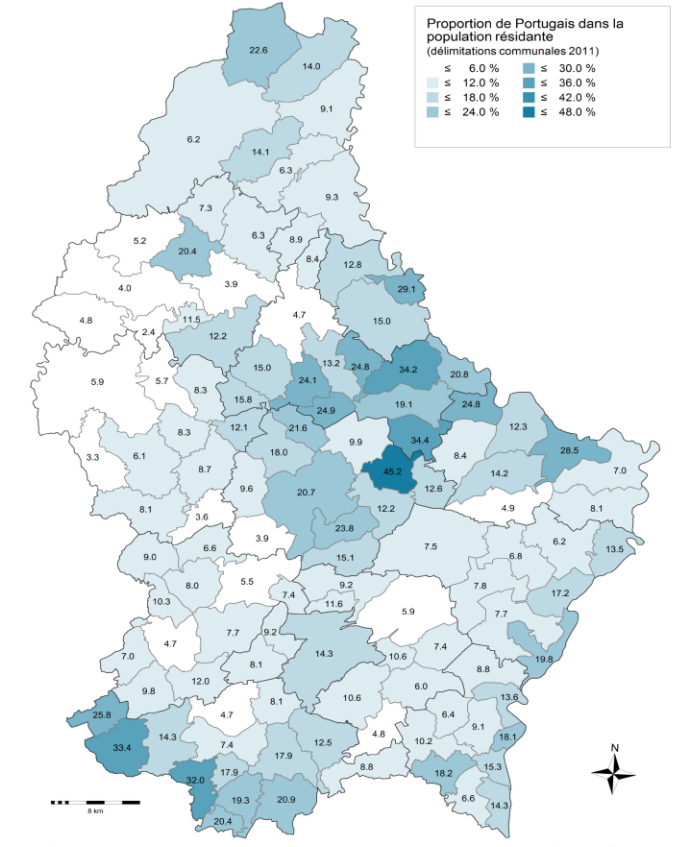
Доля португальцев в населении Люксембурга по коммунам 2011

С 1875 года экономика Люксембурга полагается на иммиграцию дешёвой рабочей силы для работы в сталелитейной промышленности и на фабриках из-за спада рождаемости этнических люксембуржцев. Последовало несколько волн иммиграции, в которых преобладали немцы и итальянцы, в 1960-х годах приток рабочей силы из этих стран уменьшился. К 1967 году количество итальянских эмигрантов снизилось, так как многие из них вернулись на родину. Это совпало со стремительным развитием сферы финансовых услуг, в результате чего коренные люксембуржцы перестали работать в промышленности.
Первые португальские эмигранты прибыли в Люксембург в середине 1960-х годов. В эти годы Португалия была корпоративной диктатурой, и экономический спад совпал с так называемым «академическим кризисом» и ухудшением условий жизни в португальских колониях, что ещё больше заставляло молодых португальцев эмигрировать.
В 1970 году правительства Люксембурга и Португалии подписали соглашение, позволявшее семьям воссоединиться, а в 1972 году оно было законодательно закреплено.
С вступлением Португалии в ЕС в 1986 году португальцы должны были получить равные права с гражданами стран-членов ЕС. Всем странам был дан переходный период в семь лет, в течение которого они могли приспособиться к новым условиям и снять ограничение на въезд иммигрантов из Португалии (а также Испании и других новых членов ЕС). Люксембургу дали переходный период в 10 лет, так как правительство опасалось большого притока эмигрантов из Португалии. Но уже в 1990 году правительство Люксембурга сняло эти ограничения.

## Демография

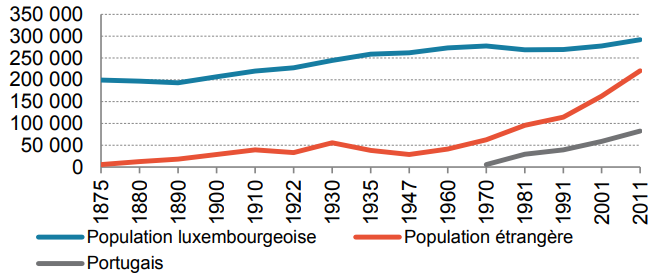
Динамика численности португальцев

Сбор статистических данных о расе или этнической принадлежности в Люксембурге является незаконным, поэтому трудно правильно оценить количество проживающих в Люксембурге португальцев. Согласно переписи 2001 года в стране проживало 58 657 граждан португальской национальности, что значительно больше, чем в 1960 году. Эти данные могут включать бразильцев и африканцев португальского происхождения.

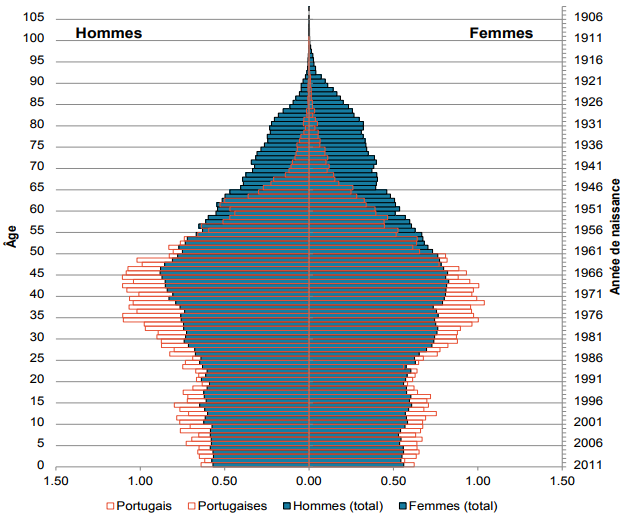
Половозрастная пирамида португальцев и Люксембурга 2011

По данным переписи 2011 года, в Люксембурге живут 82 363 португальца, или 16,1% от общей численности населения. Начиная с 1970 года как абсолютное число португальцев, так и их доля в населении увеличивались. Средний возраст португальцев (32,9 лет) значительно ниже, чем средний по стране (38,7 лет). Возраст 65 лет и старше имеют 3011 человек португальской национальности, проживающих в Люксембурге, что составляет лишь 3,7% от их общего количества (против 14% по стране в целом). 70,0% португальцев, проживающих в Люксембурге, родились в Португалии и 24,4% родились в Люксембурге. В абсолютном выражении, большинство португальцев (13 567) живет в городе Люксембург. Однако их доля максимальна в городе Ларошетт (45,2% населения города). В среднем, португальцы имеют более низкий уровень образования, чем в среднем по стране. Однако, как и для населения в целом, наблюдается рост уровня образования: более молодые когорты лучше образованы, чем более старших возрастных групп. Тем не менее, в возрастной группе от 25 до 34 лет 50% португальцев имеют низкий уровень образования (начальное и не более 3 лет среднего), в то время как в общей популяции соответствующий процент составляет для этой возрастной группе составляет 20%. 53% португальцев, проживающих в Люксембурге на момент переписи 2011 года, иммигрировали в Великое Герцогство в период между 1995 и 2011 гг.